# Josef Kristen
Josef „Jupp“ Kristen (født 28. januar 1960 i Köln) er en tysk forhenværende cykelrytter. Hans foretrukne disciplin var banecykling, hvor han har vundet medaljer ved EM og VM.
I 1982 blev vandt han sølv ved europamesterskaberne i forfølgelsesløb sammen med Gert Frank. I 1987 vandt han guld med Roman Hermann.
Fra 1981 til 1987 vandt han seks seksdagesløb i 76 starter, men ved Københavns seksdagesløb er det kun blevet til én andenplads og to tredjepladser.